# Carlsbad (Nouveau-Mexique)
Pour les articles homonymes, voir Carlsbad.
Carlsbad (en anglais [ˈkɑːrlzbæd]) est une ville du Nouveau-Mexique, aux États-Unis, siège du comté d'Eddy.

## Géographie
Carlsbad se situe le long de la rivière Pecos, non loin du Parc national des grottes de Carlsbad.

## Économie
La Waste Isolation Pilot Plant est un site d'enfouissement de déchets nucléaires près de Carlsbad.

## Transports
Carlsbad possède un aéroport (Cavern City Air Terminal, code AITA : CNM).

## Personnalités liées à la ville
Le réalisateur et producteur Joseph Hardy est né à Carlsbad en 1929.
L'acteur Bruce Cabot est né a Carlsbad le 20 avril 1904 et y est enterré.

## Divers
- Une bactérie de plus de 250 millions d'années a été extraite non loin de Carlsbad, dans un gisement de sel, à plus de 600 mètres de profondeur[réf. souhaitée][4].